# Danny Pudi
Daniel Mark "Danny" Pudi, född 10 mars 1979 i Chicago i Illinois, är en amerikansk skådespelare och komiker.
Danny Pudis far kommer från Indien och hans mor kommer från Polen. Pudi är bland annat känd för sin roll som Abed Nadir i TV-serien Community.

## Filmografi (i urval)
- 2006 – Gilmore Girls (TV-serie) (fyra avsnitt)
- 2007–2008 – Greek (TV-serie) (fyra avsnitt)
- 2009 – Road Trip: Beer Pong
- 2009–2015 – Community (TV-serie)
- 2013 – The Pretty One
- 2013 – Knights of Badassdom
- 2016 – Star Trek Beyond
- 2017 – Smurfarna: Den försvunna byn (röst)
- 2017–2021 – DuckTales (TV-serie) (röst)
- 2020–2023 – Mythic Quest (TV-serie)
- 2024 – Avatar: The Last Airbender (TV-serie)